# Leštiny
Leštiny (ungarisch Lestin – bis 1882 Lestinye) ist eine Gemeinde in der Nordslowakei. Sie liegt zwischen dem Gebirgen Oravská Magura im Norden und Chočské vrchy im Süden, am Ufer des Baches Leštinský potok. Sie ist sieben Kilometer von Dolný Kubín und 17 Kilometer von Ružomberok entfernt.
Die erste schriftliche Erwähnung erfolgte im Jahr 1325. Sehenswert ist die evangelische Holzkirche (sogenannte Artikularkirche) aus dem Jahr 1689. 2008 wurde sie in die UNESCO-Welterbeliste aufgenommen.
Die Ortschaft gehörte bis zum Jahre 1918 zum Königreich Ungarn und wurde anhand des Vertrages von Trianon von Ungarn abgetrennt und an die neu gegründete Tschechoslowakei angegliedert.

## Bevölkerung
| Jahr                | 1994 | 2004 | 2014     | 2024     |
| ------------------- | ---- | ---- | -------- | -------- |
| Anzahl der Personen | 225  | 225  | 265      | 308      |
| Unterschied         |      | +0 % | +17,77 % | +16,22 % |

| Jahr                | 2023 | 2024    |
| ------------------- | ---- | ------- |
| Anzahl der Personen | 309  | 308     |
| Unterschied         |      | −0,32 % |

## Persönlichkeiten
- Nikolaus Paul Zmeskall von Domanovecz und Lestine (* 1759, † 1833)

## Weblinks

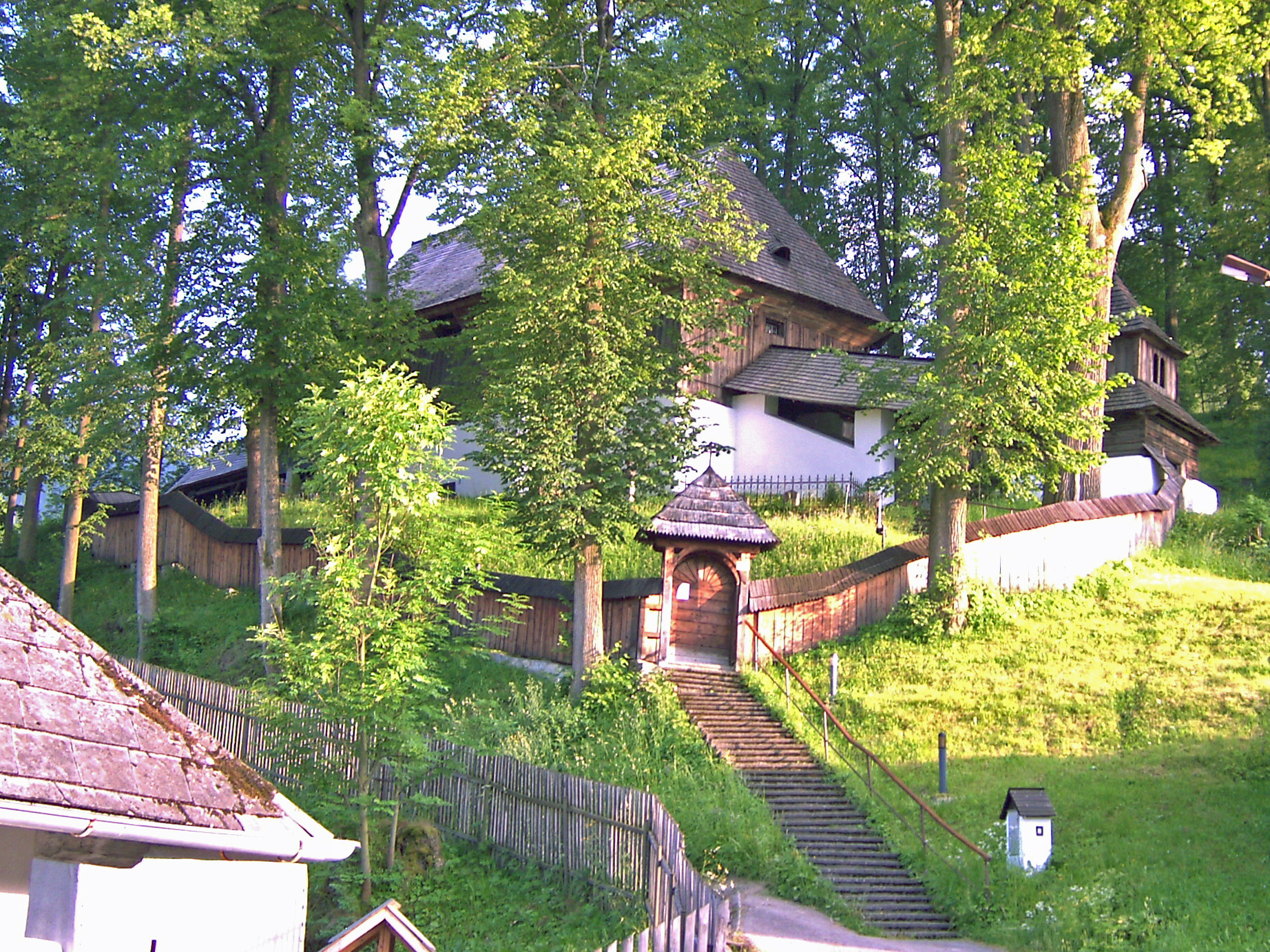
Artikularkirche